# ويليام هنري فوربس
ويليام هنري فوربس (بالإنجليزية: William Henry Forbes)‏ هو سياسي أمريكي، ولد في 1815.